# Lukov u Bíliny
Lukov (deutsch Lukow) ist eine Gemeinde in Tschechien. Sie liegt acht Kilometer südöstlich von Bílina und gehört zum Okres Teplice.

## Geographie
Lukov befindet sich im linkselbischen Teil des Böhmischen Mittelgebirges. Das Dorf liegt im Talkessel des Lukovský potok nordöstlich des Hradišťany, im Norden erhebt sich der Pařez (736 m), im Nordosten der Milešovský kloc (674 m) und im Südosten der Táhlina (656 m) und der Lipská hora (688 m).
Nachbarorte sind Kostomlaty pod Milešovkou im Norden, Černčice im Nordosten, Milešov und Páleč im Osten, Medvědice, Lipá und Mrsklesy im Südosten, Lhota, Skalice und Dřevce im Süden, Mukov im Südwesten sowie Štěpánov im Westen.

## Geschichte
Das Gebiet gehörte zum Siedlungsgebiet des slawischen Stammes der Lemuzen. Erstmals urkundlich erwähnt wurde der Ort im Jahre 1378. Lukov gehörte zur Herrschaft Bílina, die 1495 Děpold von Lobkowicz erwarb. Nach dem Ende des Dreißigjährigen Krieges begann die Besiedlung des entvölkerten Gebietes durch deutsche Siedler.

## Gemeindegliederung
Die Gemeinde Lukov besteht aus den Ortsteilen Lukov (Lukow) und Štěpánov (Stiepanow). Das Gemeindegebiet gliedert sich in die Katastralbezirke Lukov u Bíliny und Štěpánov u Lukova.

## Sehenswürdigkeiten
- Kapelle in Lukov
- Burgstätte der Knovízer Kultur, archäologische Fundstätte